# Veretragna

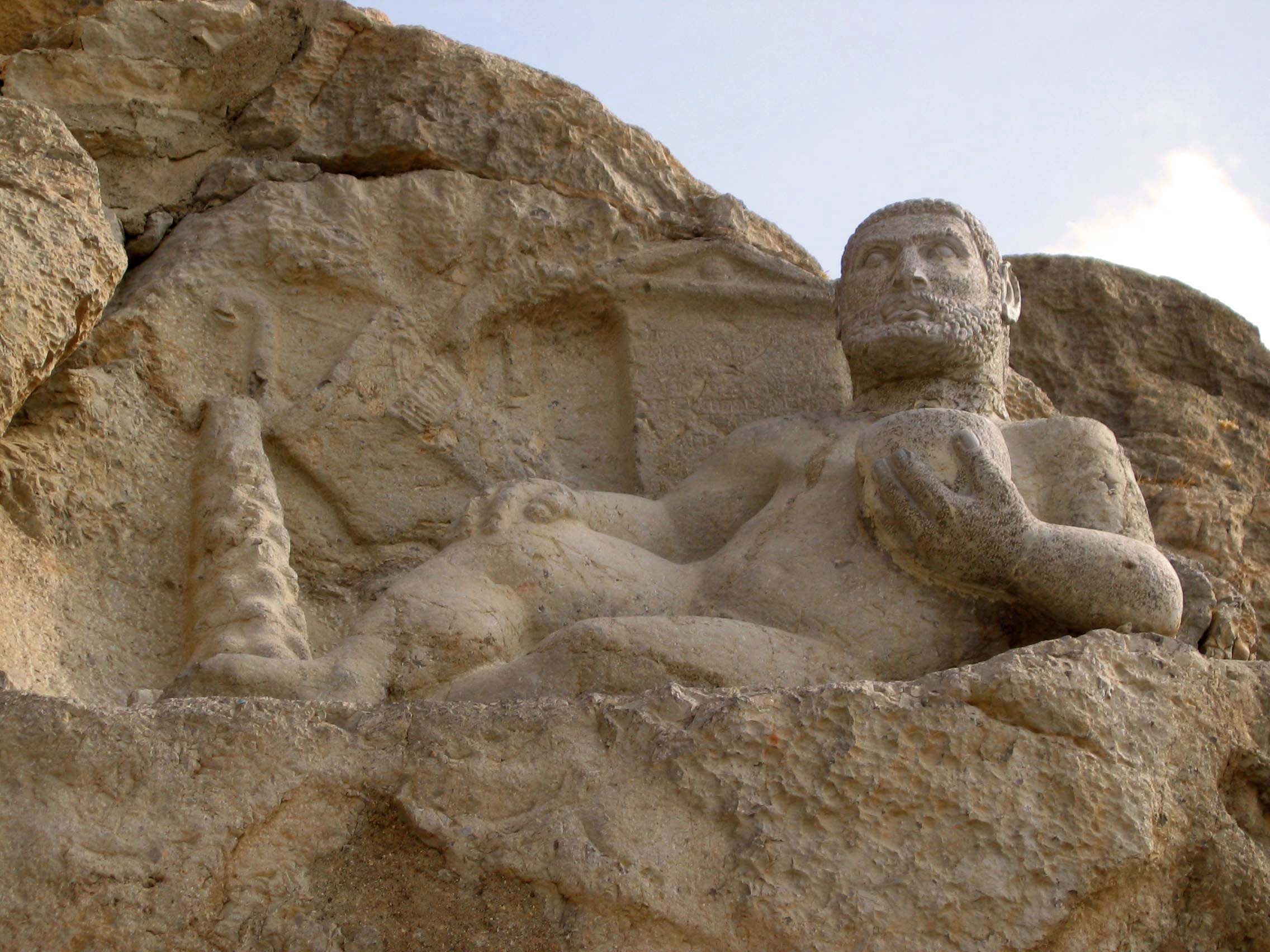
Estàtua d'Hèracles a Beshitun, interpretada com una representació de Veretragna com a Hèracles en el període hel·lenístic

Veretragna, o Vararanes, és una deïtat guerrera de l'antic panteó iranià. Capaç de prendre moltes formes, lluita i derrota el mal. Esmentat a l'Avesta, a vegades pren una forma immaterial (vent violent), forma humana o formes animals, com un ocell les plomes del qual tenen un efecte protector màgic, com el Simurgh, l'ocell mític del Llibre dels reis (Shah Nameh). Semblant al déu hindú Indra, els sogdians l'anomenen Wsγn, els bactrians Orlagno, els escites Varlagn i els corasmians Arlagn. Després de la invasió de Pèrsia pels macedonis d'Alexandre el Gran, es va produir un sincretisme religiós amb els selèucides que va confondre Verethragna amb el semidéu grec Hèracles.

## Cultura i tradicions

### Nom del planeta
Durant les reformes sassànides en astronomia i el calendari (205-651), el planeta Mart es va reanomenar com a Bahram. Zaehner ho atribueix a la influència sincrètica del sistema astral i teològic caldeu, en el qual el déu babilònic Nergal era tant la deïtat de la guerra com el nom del planeta roig.

### Nom dels reis
Vararanes era el nom de sis reis de l'Imperi Sassànida:
- Bahram I (r. 273-276). Fill i successor de Sapor I
- Bahram II (r. 276-293). Fill i successor de Bahram I
- Bahram III (r. 293). Fill i successor de Bahram II
- Bahram IV (r. 388-399). Fill i successor de Sapor III
- Bahram V Gōr (r. 421-438). Fill i successor d'Isdigerdes I
- Vararanes VI Chobin (r. 590-591). Successor d'Ormazd IV.

A més d'aquests, Artaxerxes II (r. 379-383), germanastres de Sapor II, es distingeix (del fundador de l'imperi) pel nom d'Artaxerxes Vararanes.

## Referència
1. 1 2  Zaehner, 1955:147ff.; vegeu també: "Fatalistic" Zurvanism.